# Теља (Маса-Карара)
Теља је насеље у Италији у округу Маса-Карара, региону Тоскана.
Према процени из 2011. у насељу је живело 59 становника. Насеље се налази на надморској висини од 217 м.